# Финская женская ассоциация

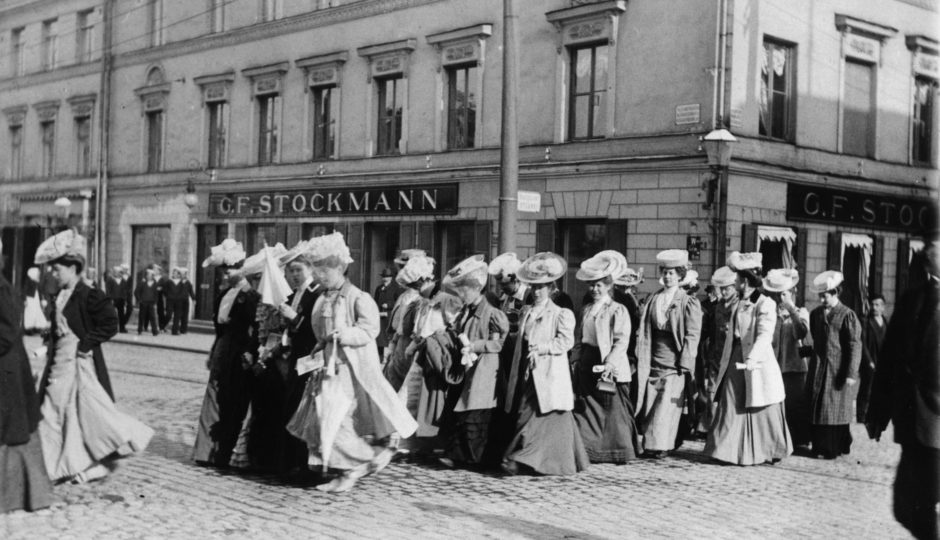
Группа суфражисток в Хельсинки, около 1900 года.

Финская женская ассоциация (фин. Naisasialiitto Unioni/швед. Kvinnosaksförbundet Unionen/англ. League of Finnish Feminists) — некоммерческая организация, основанная в 1892 году. С 1904 года это финское отделение Международного альянса женщин.
Соучредителями были Люсина Хагман, Майкки Фриберг и Венни Сольдан-Бруфельдт. Первоначально Лига занималась избирательными правами женщин (предоставленными в 1906 году), равной оплатой труда, образованием и борьбой с проституцией. В последнее время Лига стремится улучшить социальный статус женщин и увеличить число женщин, активно участвующих в политике. Ассоциация оказывает влияние на политические дискуссии, стремится отстоять права женщин и работает против угнетения.
По сравнению с аналогичными организациями в других странах количество членов, составляющее менее 2000 человек, было довольно низким. Для сравнения, в начале XX века в Финской ассоциации трезвости насчитывалось около 20 000 женщин и почти столько же — в женском рабочем движении.